# 天龍座DQ
天龍座DQ，又名BD+55 1845，HD 148330、SAO 29931、HR 6127，是天龍座的一颗恒星，视星等为5.74，位于銀經84.45，銀緯42.72，其B1900.0坐标为赤經16h 22m 14s，赤緯+55° 42.72′ 57″。